# Pulkkajärvi
Pulkkajärvi är en sjö i Finland. Den ligger i kommunen Kuusamo i landskapet Norra Österbotten, i den nordöstra delen av landet, 700 km norr om huvudstaden Helsingfors. Pulkkajärvi ligger 289,2 meter över havet. Den är 11,14 meter djup. Arean är 50,2 hektar och strandlinjen är 4,38 kilometer lång. Sjön  ingår i Kems huvudavrinningsområde. 